# あくまき

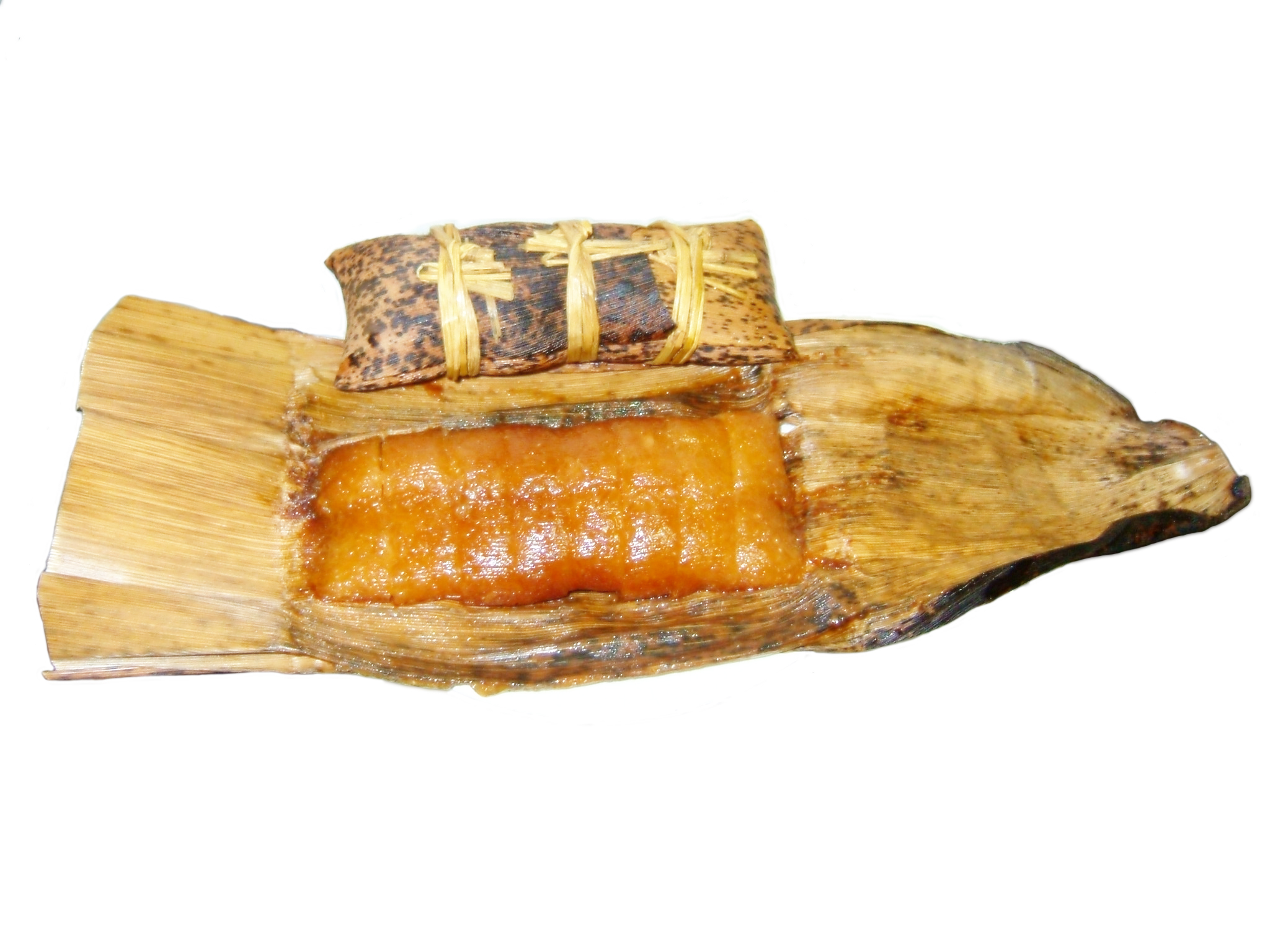
孟宗竹の皮に包まれた状態（上）、皮を剥いで切り目を入れたもの（下）

あくまき（灰汁巻き）とは、九州、主に鹿児島県、宮崎県、熊本県南部（人吉・球磨地方および水俣・芦北地方）
など南九州で主に端午の節句に作られる季節の和菓子である。もち米を灰汁（あく）で炊くことで独特の風味と食感を持つ。
福岡県や佐賀県などの北部九州地域でも一般的に販売されている。

## 概要・製法
糯米から作る餅の一種であるが、粘りは少なく、水分が多いため柔らかく冷めても硬くならない。
予め一晩ほど灰汁（あく）に漬けて置いたもち米を、同じく灰汁または水に一晩漬けておいた孟宗竹の皮で包み、麻糸や孟宗竹の皮を裂いて作った紐で縛り、灰汁で3時間余り煮て作る。
餅米が煮られることで吸水し膨張するが、水は若干通すがもち米は通さず頑丈な竹の皮で包まれていることで、餅米自らの膨張圧力で餅のように変化する。また、灰汁の強アルカリによって、澱粉の糊化促進と色づき（アミノカルボニル反応）が行われ、同時に独特の臭気を発する。
灰汁の原料には樫など硬木の灰が上等とされるが、その他の木の灰でも作られる。工場での生産では、炭酸カリウムと炭酸ナトリウムの水溶液で代替できる。
多くはだいたい500mlペットボトル弱の大きさであるが、地域差もある。鹿児島県の奄美大島では以前は孟宗竹で包んだ本土と同じようなつのまきが作られていたが、現在は竹皮ではなく、晒しの布袋を筒状に縫い、そこに灰汁に漬けたもち米を入れ、口を縫ってから煮る。このため、一般に九州本土のものよりも少し小さい。また、袋から出した状態でラップなどに包んで販売される。
家庭で自作できるが、漬け置きや煮込み、灰のアルカリが足りないと、餅化が不十分でボソボソとした食感となり、美味しさが損なわれ、色づきも不十分となる。しかし、これらを行う程に匂いなどの独特のクセが強くなるので、食べる人の好みや慣れなども勘案する必要がある。クセを抑えつつ柔らかさを出すには、上質な灰汁を取ることが重要だと言われている。

## 食べ方・味
単体ではほぼ無味である。このため、砂糖と若干の塩を混ぜたきな粉、白砂糖や三温糖、黒砂糖の粉、黒蜜、砂糖醤油などを好みでかけるのが一般的な食べ方である。人によっては蜂蜜、溜まり醤油、わさび醤油、ココアパウダーと砂糖などで食べる人もいる。
そのままだと微妙にえぐみのような味があるが、多めの砂糖やきな粉などと一緒に食べるとそのえぐみも味の一環となり、独特の美味さとなる。もっちりつぶつぶしていながら口に入れるとさらりと溶ける食感がある。
その独特さ故に若干の好き嫌いや慣れを要する場合もある。
常温で食べるのが一般的だが、冷やしても美味しい。冷やすとえぐみを弱く感じるため、苦手な人でも食べやすくなる。固くなったら軽く暖めると良い。
切る時は包丁ではなく糸が使われる。表面積が大きな刃物では、柔らかすぎて付着し、切りにくいためである。皮で包む際に縛った糸（竹の皮を細く割いたものや、凧糸を使う場合もある）がこの切り分け用にも使える。糸を若干湿らせておいて、ぐるりとあくまきを一周巻いてから縛るように引くと、刃物で切るよりも綺麗に切ることが出来る。

## 粽との関係
地元では「粽（ちまき）」とも称され、中国に起源がある端午の節句の行事食であることも共通する。しかし、西日本で一般的な青笹の葉で包まれ、糯米粉を用いたちまきとは違い、見た目はちまきの一種で、三角錐型の「鹸粽（けんそう、キーツァン）」のような茶褐色の竹の皮で包まれている。あくまきの中は鼈甲色のケーシング状で米粒の多少残る餅である。また、西日本のちまきや鹸粽のように甘い餡は入れず、もち米のみである。灰汁を用いる同種のちまきは新潟県や山形県などにもみられ、灰汁笹巻きと呼ばれている。
鹿児島県でも、種子島、屋久島では灰汁に付けたもち米に小豆を入れて葮竹の葉で三角錐型に包む角巻き（つのまき）が作られている。もち米を色が付く程度に灰汁に漬け、葮竹の葉で小さめのおにぎりほどの大きさに巻いて、湯で煮る若しくは蒸したもの。もち米をそのまま葮竹の葉で巻いて、灰汁で煮る方法もある。
また、南さつま市坊津町にも角巻きに似た唐人巻（とじんまっ）があるが、灰汁は使わず、台湾の肉粽（にくちまき、バーツァン）の様に豚肉やシイタケなどを使うことが多い。
これらの食品が近隣にあることは、台湾や中国から伝わってきた製法であることを伺わせる。
中国のちまきに「梔粽」がある。色、形、大きさ、味、匂い、材料、製法ともあくまきと類似する。

## 歴史・現在
一説では、薩摩藩が1600年の関ヶ原の戦いの際、または1592年の豊臣秀吉の朝鮮出兵の際に日持ちする兵糧として作ったのが始まりといわれる。他にも諸説あり、農家の田植え時の保存食、日本に伝来した粽の当初の形がこの地域のみ残った説、平家の落人により伝えられた説、たまたま焚き火に落としたおにぎりが腐らなかったのを見つけた説などもある。
また、1877年の西南戦争の際には西郷隆盛が保存食として持参しており、これを機に薩摩藩外の宮崎県北部や熊本県南部にも広く普及することとなった。
保存性であくまきを見ると、長時間煮ることによる滅菌、木の成分による抗菌、アルカリ環境による雑菌繁殖の抑制、竹の皮による抗菌、と実に複合的かつ合理的に出来ている。朝鮮出兵の際も他国の軍勢は兵糧が尽きる中、薩摩の軍勢だけはあくまきで腹を満たしたと言われている。
水分が多いのに日持ちは良く、常温で1週間程度、冷蔵庫で2週間程度は持ち、冷凍も可能である。持ち運びや衛生面から土産物としては真空パックされたものが多い。また、竹の皮で包む代わりにカップに入れて製造する製法も開発されて、手軽に食せるようにパッケージングされた商品もある。
節句前の鹿児島県のスーパーマーケットなどでは、家庭での自作用に灰汁のビン詰めや灰汁用の灰、竹の皮を売っている。製造元のこだわり等により、大きさや値段もまちまちであり、製造元にこだわりを持つ人も多い。
材料さえあれば、漬けておいて包んで煮るだけと簡単に作れ、1個作るのも数個作るのも手間が大差ないこともあり、地元の人にとっては、自分の家で多く作って近所にも分けたり、親戚や知り合いが作ったものを貰ったりする、家庭的な菓子としてなじみが深い。ただ、若干の好き嫌いがあるためか土産菓子としてはあまり普及しておらず、また季節菓子ゆえ、通年で一般的に販売はされていないので、地元以外で手に入れるのは物産展でもないと難しかった。また地元でも里山の減少や囲炉裏や竈が各家庭から失われたことで木灰と縁遠くなり、更に核家族化・都市化により、作り手や機会が減少していた。
しかし近年、九州新幹線開通を契機とした魅力的な観光地への独自性のある郷土菓子として、また合成保存料・合成添加物を使用しない手作りの素朴なスローフードとして注目され、従来こんにゃくを製造していた業者などによる製造が盛んとなり、南九州の旅館のお膳や自治体アンテナショップ、インターネット通販などで地道に取り扱いを増やし、最近では鹿児島県内のスーパーマーケットやみやげ物店等で通年販売する店もある。

## 関連項目

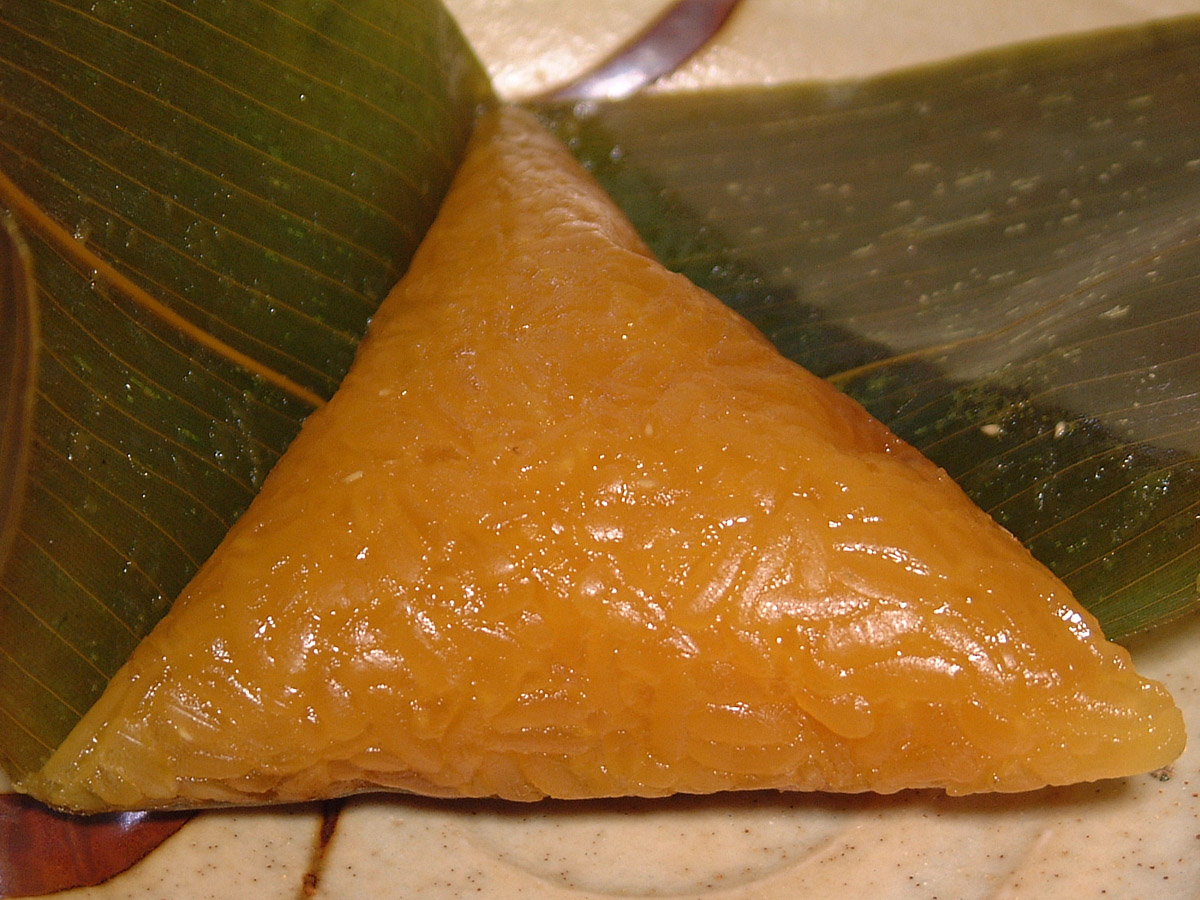
灰汁笹巻き（新潟県村上市）